# Fietssnelweg F107
De fietssnelweg F107 Antwerpen-Ranst (ook wel bekend als fietsostrade F107) is een fietssnelweg die het Ringfietspad (FR10) in Borgerhout via Deurne-Zuid, Wommelgem en Ranst met het Albertkanaal zal verbinden. Daar zal hij aansluiten op fietssnelweg F5. De F107 volgt grotendeels het traject van autosnelweg E34/E313.
Anno 2021 was zo'n 7,8 km van de geplande 11,1 km fietspad aangelegd, vooral rond Deurne.

## Traject
Het eerste stukje fietssnelweg, vanaf het Ringfietspad via de Collegelaan tot de Wouter Haecklaan zou uitgevoerd worden door BAM in samenwerking met het district Deurne.
Voor het verdere traject is AWV verantwoordelijk voor de aanleg:

### Fietsbrug Sterckshoflei
Er zou een fietsbrug over de Sterckshoflei komen. De Vlaamse overheid wil de aanleg koppelen aan die van de nieuwe brug van de Wijnegemsteenweg (brokkelbrug) over de E313.

### Ruggeveldbrug
De Ruggeveldbrug is de fietsbrug van de F107 over de Ruggeveldlaan in Deurne-Zuid die in mei 2022 werd geopend. De brug loopt parallel naast de E313, op het brugdek van de snelwegbrug, daarvan gescheiden door het geluidsscherm. De oprijhellingen van de fietsbrug sluiten aan op de Vaartweg en de Peter Benoitlaan.
Eind 2021 werd gestart met de werken. De naam werd na een oproep en een stemming gekozen.

### Fietstunnels rotonde van Wommelgem
Al in 2002-2003 werd een dubbele fietstunnel aangelegd onder de rotonde van Wommelgem.
Het vervolgtraject tussen de Wijnegemsteenweg te Wommelgem en de Oelegemsteenweg te Ranst, langs de E313/E34 en het knooppunt Ranst, is tot op heden nog niet bepaald.